# Íñigo de Mendoza
Fray Íñigo de Mendoza, O. F. M. (¿Burgos?, c. 1424 - Valladolid, c. 1507) fue un fraile franciscano y poeta español perteneciente a la llamada lírica cancioneril del siglo XV.

## Biografía
De altos, pero claros orígenes judeoconversos por el lado materno, fue el único hijo varón de Diego Hurtado de Mendoza y de Juana de Cartagena, dama esta a la que dedicó su obra maestra, las coplas De vita Christi y que fue una gran lectora, si hemos de juzgar porque no le devolvía un Boecio prestado en latín y romance a su tío el cronista Álvar García de Santa María. Su rama materna provenía de Burgos: Pablo de Santa María, Alonso de Cartagena, Álvar García de Santa María, Pedro de Cartagena o la autora de la Arboleda de los enfermos, Teresa de Cartagena. Por línea paterna, estaba emparentado con la poderosa familia Mendoza, Juan Hurtado de Mendoza (mayordomo mayor de Juan II), otro Juan Hurtado de Mendoza (prestamero mayor de Vizcaya), Ruy Díaz de Mendoza (mayordomo mayor de Juan II), Íñigo López de Mendoza y Juana de Mendoza (esposa de Gómez Manrique).
De su obra, y de los no pocos comentarios que sobre su figura hicieron los poetas cortesanos de entonces, que recoge Marcelino Menéndez Pelayo en su Antología, se induce que llevó una vida amorosa disipada a fines del reinado de Enrique IV, y de las ocho alusiones contenidas en la Miscelánea de anécdotas y curiosos casos, de Alonso de Fuentes, que era algo fresco y desenvuelto en el hablar y predicar, lo que explica por qué nunca se le dio una mitra, algo que lamentaba; en todo caso era fraile franciscano menor observante, pero necesitado de la reforma que traería Cisneros, y durante el reinado de los Reyes Católicos fue predicador y limosnero de Isabel la Católica al menos hasta 1497, y ella nunca le menoscabó su favor. Al servicio real escribió varios poemas políticos (Dechado del Regimiento de príncipes, un breve espejo de príncipes en verso dedicado a la Reina, y el Sermón trobado dedicado al Rey, y a ambos las Coplas en que declara cómo por el advenimiento destos muy altos señores es reparada nuestra Castilla) y cartas consolatorias al fallecer sus hijos Juan de Aragón (príncipe de Asturias) en 1497 e Isabel de Aragón y Castilla en 1498.
Sin embargo, ya entre 1467-68 había compuesto sus famosas Coplas de vita Christi en quintillas dobles, dedicadas a su madre Juana de Cartagena, y en 1482 se imprimían en Zamora por Antonio de Centenera, edición a la que siguieron 11 más hasta comienzos del siglo XVII. Narra los episodios importantes de la vida de Cristo, intercalando algunas coplas moralizadoras, contemplativas o críticas. Destaca el episodio del Nacimiento, casi cuarenta coplas, importante en el desarrollo del teatro castellano, pues se inspira en rituales y tradiciones líricas y dramáticas castellanas de la noche de Navidad que vierte en su poema narrativo. Los pastores hablan en una lengua rústica artificial creada sobre una cierta base dialectal, algo que tuvo una larga proyección y descendencia.
De esta extensa obra se conservan tres redacciones, las dos primeras manuscritas; en la original se ataca duramente al entorno cortesano de Enrique IV de Castilla y las injusticias sociales de la Castilla de entonces; pero estas referencias sociopolíticas y personales se atemperan en la segunda versión, y la tercera, primera impresa, ya es meramente piadosa.
Otras obras notables son su Justa entre la Razón y la Sensualidad, poema alegórico que le fue criticado por su primo Pedro de Cartagena, y sus doce Coplas en vituperio de las malas hembras, que no pueden las tales ser dichas mugeres, contrapuestas a otras doce En loor de las buenas mugeres, que mucho triunfo de honor merecen, poemas harto celebrados en su tiempo por ser algo escabrosos. Pero compuso también obras devotas como Los gozos de Nuestra Señora, las Coplas de la Verónica, las Coplas de la cena de Nuestro Señor o las Coplas al Espíritu Santo. Marcelino Menéndez Pelayo primero y Eugenio Asensio después, entre otros, le han atribuido también las anónimas Coplas de Mingo Revulgo, un poema alegórico y pastoril que es una dura sátira contra el gobierno de Enrique IV. Américo Castro, sin embargo, cree que su autor puede ser Hernando del Pulgar. 
Ya muy mayor, en 1495, se retiró al convento de San Francisco de Valladolid, aunque aún fue llamado a los capítulos de su orden y representó al vicario de la provincia de Santoyo, fray Juan de Olmedo, e intervino en otros asuntos de importancia para su Orden entonces. En 1502 firmó algunos documentos y participó en las disputas entre dominicos y franciscanos sobre la Inmaculada Concepción. Por una noticia de fray Francisco de Ávila se sabe que en 1507 ya estaba fallecido.

## Obras
- Vita Christi fecho en coplas.... Zamora: Centenera, 1482, y once ediciones posteriores hasta el siglo XVII. Edición facsímil: Madrid, Real Academia Española, 1953; hay otra facsímil de A. Pérez Gómez, Valencia: La fuente que mana y corre, 1975. Coplas de Vita Christi, ed. crít. y trad. de M. Massoli, Messina-Firenze, D’Anna, 1977.
- De las ceremonias de la Misa, Sevilla, Tres compañeros alemanes, 1499.
- Cancionero, ed. crítica de Julio Rodríguez-Puértolas: Madrid, Espasa-Calpe, 1968.